# Tour del Porvenir 2010
La 47.ª edición del Tour del Porvenir (nombre oficial en francés: Tour de l'Avenir) fue una carrera de ciclismo en ruta por etapas que se celebró entre el 5 y el 12 de septiembre de 2010 en Francia con inicio en la ciudad de Vierzon y final en Risoul sobre un recorrido total de 1011 kilómetros.
La carrera formó parte del UCI Europe Tour 2010-2011, dentro de la categoría UCI 2.Ncup (Copa de las Naciones UCI sub-23 limitada a corredores menores de 23 años.)
La carrera fue ganada por el ciclista Nairo Quintana de la selección nacional sub-23 de Colombia. El podio lo completaron el ciclista Andrew Talansky de la selección nacional sub-23 de Estados Unidos y el ciclista Jarlinson Pantano de la selección nacional sub-23 de Colombia.

## Equipos participantes
| Equipos nacionales (18)- Francia sub-23 - Estados Unidos sub-23 - Alemania sub-23 - Colombia sub-23 - Portugal sub-23 - España sub-23 - Bélgica sub-23 - Países Bajos sub-23 - Rusia sub-23 - Luxemburgo sub-23 - Australia sub-23 - Gran Bretaña sub-23 - Eslovenia sub-23 - Bielorrusia sub-23 - Suiza sub-23 - Polonia sub-23 - Kazajistán sub-23 - Dinamarca sub-23 Unknown team category- Equipo mixto UCI sub-23 |
| |

## Recorrido
El Tour del Porvenir dispuso de un prólogo y 7 etapas para un recorrido total de 1101,6 kilómetros con inicio en la ciudad de Vierzon y final en Risoul, comprendiendo 2 contrarreloj individual (prólogo y cronoescalada), 2 etapas de montaña, 1 etapa de media montaña y 3 etapas llanas.
| Etapa     | Fecha     | Recorrido                               | type                    | Distancia (km) | Ganador           | Líder           |
| --------- | --------- | --------------------------------------- | ----------------------- | -------------- | ----------------- | --------------- |
| Prólogo   | 5 de sep  | Vierzon – Vierzon                       | contrarreloj individual | 7              | Taylor Phinney    | Taylor Phinney  |
| 1.ª etapa | 6 de sep  | Vierzon – Saint-Amand-Montrond          | etapa escarpada         | 144,5          | John Degenkolb    | Taylor Phinney  |
| 2.ª etapa | 7 de sep  | Saint-Amand-Montrond – Cusset           | etapa escarpada         | 148,5          | Anthony Delaplace | Alex Dowsett    |
| 3.ª etapa | 8 de sep  | Saint-Pourçain-sur-Sioule – Col du Béal | etapa de montaña        | 157            | Yannick Eijssen   | Yannick Eijssen |
| 4.ª etapa | 9 de sep  | Ambert – Vals-les-Bains                 | etapa escarpada         | 183            | Romain Hardy      | Yannick Eijssen |
| 5.ª etapa | 10 de sep | Vals-les-Bains – Loriol-sur-Drôme       | etapa de media montaña  | 153            | John Degenkolb    | Yannick Eijssen |
| 6.ª etapa | 11 de sep | Saillans – Risoul                       | etapa de montaña        | 204            | Nairo Quintana    | Nairo Quintana  |
| 7.ª etapa | 12 de sep | Guillestre – Risoul                     | cronoescalada           | 14             | Nairo Quintana    | Nairo Quintana  |

## Clasificaciones finales
Las clasificaciones finalizaron de la siguiente forma:

### Clasificación general
| \| Clasificación general \| Clasificación general \| Clasificación general \| Clasificación general \| Clasificación general \| \| Ciclista \| Ciclista \| Equipo \| Tiempo \| \| \| --------------------- \| --------------------- \| --------------------- \| --------------------- \| --------------------- \| \| 1.º \| Nairo Quintana \| Colombia sub-23 \| 26 h 49 min 21 s \| \| \| 2.º \| Andrew Talansky \| Estados Unidos sub-23 \| + 1 min 44 s \| \| \| 3.º \| Jarlinson Pantano \| Colombia sub-23 \| + 1 min 55 s \| \| \| 4.º \| Tom Slagter \| Países Bajos sub-23 \| + 2 min 05 s \| \| \| 5.º \| Mikel Landa \| España sub-23 \| + 3 min 17 s \| \| \| 6.º \| Romain Bardet \| Francia sub-23 \| + 3 min 59 s \| \| \| 7.º \| Thomas Bonnin \| Francia sub-23 \| + 4 min 05 s \| \| \| 8.º \| Michael Matthews \| Australia sub-23 \| + 4 min 10 s \| \| \| 9.º \| Darwin Atapuma \| Colombia sub-23 \| + 4 min 14 s \| \| \| 10.º \| Wilco Kelderman \| Países Bajos sub-23 \| + 4 min 14 s \| \| |                   |                       |                  |
| |                   |                       |                  |
| Fuente: ProCyclingStats |                   |                       |                  |
| Clasificación general |                   |                       |                  |
| Ciclista | Ciclista          | Equipo                | Tiempo           |
| 1.º | Nairo Quintana    | Colombia sub-23       | 26 h 49 min 21 s |
| 2.º | Andrew Talansky   | Estados Unidos sub-23 | + 1 min 44 s     |
| 3.º | Jarlinson Pantano | Colombia sub-23       | + 1 min 55 s     |
| 4.º | Tom Slagter       | Países Bajos sub-23   | + 2 min 05 s     |
| 5.º | Mikel Landa       | España sub-23         | + 3 min 17 s     |
| 6.º | Romain Bardet     | Francia sub-23        | + 3 min 59 s     |
| 7.º | Thomas Bonnin     | Francia sub-23        | + 4 min 05 s     |
| 8.º | Michael Matthews  | Australia sub-23      | + 4 min 10 s     |
| 9.º | Darwin Atapuma    | Colombia sub-23       | + 4 min 14 s     |
| 10.º | Wilco Kelderman   | Países Bajos sub-23   | + 4 min 14 s     |

### Clasificación por puntos
| Clasificación por puntos | Clasificación por puntos | Clasificación por puntos | Clasificación por puntos | Clasificación por puntos |
| Ciclista                 | Ciclista                 | Equipo                   | Puntos                   |                          |
| ------------------------ | ------------------------ | ------------------------ | ------------------------ | ------------------------ |
| 1.º                      | John Degenkolb           | Alemania sub-23          | 123 pts                  |                          |
| 2.º                      | Michael Matthews         | Australia sub-23         | 108 pts                  |                          |
| 3.º                      | Romain Hardy             | Francia sub-23           | 69 pts                   |                          |
| 4.º                      | Andrew Talansky          | Estados Unidos sub-23    | 67 pts                   |                          |
| 5.º                      | Vicente García de Mateos | España sub-23            | 60 pts                   |                          |
| 6.º                      | Nairo Quintana           | Colombia sub-23          | 55 pts                   |                          |
| 7.º                      | Jarlinson Pantano        | Colombia sub-23          | 53 pts                   |                          |
| 8.º                      | Mikel Landa              | España sub-23            | 53 pts                   |                          |
| 9.º                      | Darwin Atapuma           | Colombia sub-23          | 50 pts                   |                          |
| 10.º                     | Tom Slagter              | Países Bajos sub-23      | 49 pts                   |                          |

### Clasificación de la montaña
| Clasificación de la montaña | Clasificación de la montaña | Clasificación de la montaña | Clasificación de la montaña | Clasificación de la montaña |
| Ciclista                    | Ciclista                    | Equipo                      | Puntos                      |                             |
| --------------------------- | --------------------------- | --------------------------- | --------------------------- | --------------------------- |
| 1.º                         | Jarlinson Pantano           | Colombia sub-23             | 69 pts                      |                             |
| 2.º                         | Romain Hardy                | Francia sub-23              | 51 pts                      |                             |
| 3.º                         | Andrew Talansky             | Estados Unidos sub-23       | 50 pts                      |                             |
| 4.º                         | Yoann Barbas                | Francia sub-23              | 37 pts                      |                             |
| 5.º                         | Nairo Quintana              | Colombia sub-23             | 36 pts                      |                             |
| 6.º                         | Yannick Eijssen             | Bélgica sub-23              | 26 pts                      |                             |
| 7.º                         | Tom Slagter                 | Países Bajos sub-23         | 25 pts                      |                             |
| 8.º                         | Darwin Atapuma              | Colombia sub-23             | 23 pts                      |                             |
| 9.º                         | Bert-Jan Lindeman           | Países Bajos sub-23         | 21 pts                      |                             |
| 10.º                        | Anthony Delaplace           | Francia sub-23              | 19 pts                      |                             |

### Clasificación por equipos
| Clasificación por equipos | Clasificación por equipos | Clasificación por equipos | Clasificación por equipos |
| Equipo                    | Equipo                    | Tiempo                    |                           |
| ------------------------- | ------------------------- | ------------------------- | ------------------------- |
| 1.º                       | Colombia sub-23           | 80 h 32 min 06 s          |                           |
| 2.º                       | España sub-23             | + 13 min 53 s             |                           |
| 3.º                       | Francia sub-23            | + 23 min 12 s             |                           |
| 4.º                       | Países Bajos sub-23       | + 32 min 26 s             |                           |
| 5.º                       | Rusia sub-23              | + 48 min 53 s             |                           |
| 6.º                       | Francia sub-23            | + 50 min 10 s             |                           |
| 7.º                       | Eslovenia sub-23          | + 57 min 16 s             |                           |
| 8.º                       | Alemania sub-23           | + 1 h 01 min 54 s         |                           |
| 9.º                       | Australia sub-23          | + 1 h 05 min 55 s         |                           |
| 10.º                      | Estados Unidos sub-23     | + 1 h 06 min 45 s         |                           |

Nota: El tercer clasificado fue la selección de Francia-A y el sexto clasificado fue la selección de Francia-B.

## Evolución de las clasificaciones
| Etapa                   | Vencedor                | Clasificación general Maillot jaune | Clasificación por puntos Maillot vert | Clasificación de la montaña Maillot à pois rouges | Clasificación por equipos Classement par équipe |
| ----------------------- | ----------------------- | ----------------------------------- | ------------------------------------- | ------------------------------------------------- | ----------------------------------------------- |
| Prólogo                 | Taylor Phinney          | Taylor Phinney                      | Taylor Phinney                        | no otorgado                                       | Estados Unidos sub-23                           |
| 1.ª                     | John Degenkolb          | Taylor Phinney                      | John Degenkolb                        | Loïc Desriac                                      | Estados Unidos sub-23                           |
| 2.ª                     | Anthony Delaplace       | Alex Dowsett                        | John Degenkolb                        | Bert-Jan Lindeman                                 | Francia A sub-23                                |
| 3.ª                     | Yannick Eijssen         | Yannick Eijssen                     | John Degenkolb                        | Bert-Jan Lindeman                                 | Colombia sub-23                                 |
| 4.ª                     | Romain Hardy            | Yannick Eijssen                     | John Degenkolb                        | Esteban Chaves                                    | Colombia sub-23                                 |
| 5.ª                     | John Degenkolb          | Yannick Eijssen                     | John Degenkolb                        | Esteban Chaves                                    | Colombia sub-23                                 |
| 6.ª                     | Nairo Quintana          | Nairo Quintana                      | John Degenkolb                        | Jarlinson Pantano                                 | Colombia sub-23                                 |
| 7.ª                     | Nairo Quintana          | Nairo Quintana                      | John Degenkolb                        | Jarlinson Pantano                                 | Colombia sub-23                                 |
| Clasificaciones finales | Clasificaciones finales | Nairo Quintana                      | John Degenkolb                        | Jarlinson Pantano                                 | Colombia sub-23                                 |